# トレモノ
トレモノ（TOREMONO）は、沖縄県出身の日本のバンド。2009年、都内にて結成。
ソウル・スカ・レゲエ・ラテン・サーフと様々なジャンルを、 南国育ちの感性でチャンプルーした トロピカルなサウンドが特徴なアイランド・ポップバンド。
バンド名は、その音楽で人の心を震わす者。という意味で、トレモロ（震わす）＋モノ（者）の造語が由来となっている。

## メンバー
木田龍良 (キダ タツヨシ)
ヴォーカル／ギター担当
愛称：チャンタツ
生年月日：1986年8月12日
沖縄県石垣市（石垣島）出身
難波良 (ナンバ リョウ)
ギター担当
愛称：難波にぃにぃ
生年月日：1983年9月14日
沖縄県八重山郡竹富町（西表島）出身
仲間全慶 (ナカマ マサノリ)
ベース担当
愛称：マサボー
生年月日：1988年11月20日
沖縄県石垣市（石垣島）出身
狩俣匠吾 (カリマタ ショウゴ)
ドラム担当
愛称：カーリー
生年月日：1987年3月13日
沖縄県石垣市（石垣島）出身

## 来歴

### 2009年
- 都内にて結成。

### 2012年
- rockin'on JAPAN主催オーディション『RO69JACK2012』 入賞

### 2013年
- 3月、タワーレコード主催オーディション『Knockin'on TOWER'S DOOR 2013』グランプリ
- 7月、1st.ミニアルバム『TropiCarnival』リリース。（※全国のタワーレコード・スタッフがまだ世間で話題になる前のアーティストをいち早くピックアップする独自企画〈タワレコメン〉にも選ばれる。）
- SUMMER SONIC’13 / MINAMI WHEEL’13 / BEATRAM MUSIC FESTIVAL’13 / NEW TOWER GENARATIONなど各地のフェス／サーキットに出演。

### 2014年
- 1月、「Jeep® Real Campaign 2014 "Be More Real"」のWEB CMに『ジャンボリー』を提供。（本人らも出演するCM動画 は50万再生回数を超えるアクセスを記録）
- 2月、3か月連続自主企画イベント『トレモノからの挑戦状』をスタート。第1弾：So many tears / 第2弾：bonobos / 第3弾：SCOOBIE DOらトレモノが心から敬愛するアーティストとの共演を果たし話題を呼ぶ。
- 5月、2nd.ミニアルバム『Paradise A Go Go!!』リリース。
- OKINAWAまつり'14 / GREENROOM FESTIVAL'14 / SAKAE SPRING'14 / TOKYO BOOTLEG'14 / OCEAN PEOPLES'14 / GREENROOM CAMP'14 / あわのねCAMP FES'14 / 篠島CAMP FES'14など各地のフェス／サーキットに出演。
- 8月、『Paradise A Go Go!!" TOUR FINAL ONEMAN LIVE!!』をshibuya duo MUSIC EXCHANGEにて開催。

### 2015年
- Tropical Lovers Beach Festa'15 / はいさいフェスタ'15 / OKINAWAまつり'15 / SAKAE SPRING'15 / 小屋フェス / OCEAN PEOPLES'15 / PacificRoots FEST'15 / GREENROOM CAMP'15 / New Acoustic Camp'15 / earth garden'15 autumn / One Music Camp'15 / TOKYO DESIGN WEEK'15 / TsunDAMI ISLAND FESTIVAL'15など各地のフェス／サーキットに出演。
- TsunDAMI ISLAND FESTIVAL'15出演の際は、フェス限定企画バンド”グシケンドリックス・エクスペリエンス”を結成。（※具志堅用高がメインボーカル、トレモノメンバーがバックバンドを務める。）
- 12月、狩俣匠吾（ドラム担当）脱退。

### 2016年
- 3月、1st.EP『Traveler’s High』リリース。
- 9月、2nd.EP『Traveler's High』リリース。
- earth day'16 / はいさいフェスタ'16 / OKINAWAまつり'16 / Tropical Lovers Beach Festa'16 / PEACEFUL LOVE ROCK FESTIVAL'16 / あわのねCAMP FES'16 / HAND MADE FES'16 / One Music Camp'16 / New Acoustic Camp'16 / TSUSHIMA BORDER ISLAND FES'16 / 石垣島まつり'16 / MONGOL800 ga FESTIVAL "What a Wonderful World!!16など各地のフェス／サーキットに出演
- 11月、『Traveler's High TOUR FINAL ONEMAN LIVE!!』を代官山UNITにて開催。

### 2017年
- 1月、狩俣匠吾（ドラム担当）復帰。
- 1月、富士通 FMV「ずっと、あなたと。FMV」Web CMに『ずっと、あなたと。』『パズル』の2曲を提供。（※共にWEB CMは100万再生回数越えとなり話題に。）
- 1月、「石垣島マラソン」のテーマソングとして『Born now』を提供。
- 3月、沖縄県八重山郡竹富町の観光大使に就任。
- 7月、ワーナーミュージック・ジャパンよりメジャーデビューアルバム『island island』リリース。
- exPoP!! / はいさいフェスタ'17 / OKINAWAまつり'17 / 青空camp'17 / OCEAN PEOPLES'17 など各地のフェス／サーキットに出演。
- 11月、『island islamd TOUR FINAL ONEMAN LIVE!!』を代官山UNITにて開催。

### 2018年
- 7月、3rd.EP『Bye Bye Summer』リリース。
- 8月、オリオンビールの新商品「ZERO STAR」のCMソング『ZERO STAR』を書き下ろし。
- MUSIC MONSTARS'18〜winter / GLASSY MUSIC FUKUOKA'18 / はいさいフェスタ'18 / OKINAWAまつり'18 / OCEAN PEOPLES'18 / YES！Festival / kuniROCK'18 / INAKA FES'18 など各地フェス／サーキットライブに出演。
- 11月、『Bye Bye Summer TOUR FINAL ONE MAN LIVE』を彼らの原点である吉祥寺STAR PINE'S CAFEにて開催。

### 2019年
- 1月、沖縄トヨペットの新CMソングとして『常夏ノスタルジー』を提供。CMにはメンバー4人も演者として出演している。

- 11月、ZERO-CUBE TOOLSのCMタイアップ曲として壮大なバラード曲『まほろば』を書き下ろし。

## ディスコグラフィ

### ミニアルバム
- 2013年7月3日、1st.Mini Album「TropiCarnival」リリース

1. 会いに行くよ
2. TRAVEL
3. ナチュラル
4. 波打ち際のメロディ
5. ため息の後に
6. パラダイス
7. AROMA

- 2014年5月7日、2nd.Mini Album「Paradise A Go Go!!」リリース

1. ジャンボリー
2. Doggy Maggy
3. 悲しみを吹っ飛ばせ
4. Weekend Magic
5. ありのまま
6. GET FUNKY!!
7. 僕らのバンドワゴン

### EP
- 2016年3月1日、1st.EP「Traveler's High」リリース

1. I'm Traveling Man
2. Hello my resort
3. Orange's Star
4. FullMoon
5. 愛のおまじない

- 2016年9月15日、2nd.EP「Traveler's High 2」リリース

1. Born Now
2. Can't wait summer
3. 景色
4. 幸せなんて
5. Goodbye baby

- 2018年7月16日、3rd.EP「Bye Bye  Summer」リリース

1. 常夏ノスタルジー
2. バイバイサマー
3. 君は99%
4. Beautiful
5. タイムラインウォーカー

### フルアルバム
- 2017年7月5日、1st.アルバム「island island」リリース

1. ゆらゆら
2. island island
3. ファンファーレ
4. 波打ち際のメロディ
5. 夢のなかで
6. パズル
7. session#1
8. MANDY
9. No.66
10. ハッピーエンドレス
11. 太陽
12. ずっとあなたと

### 参加作品
- 2016年6月22日、VA「HONEY meets ISLAND CAFE -Sea of Love-」リリース  「Hello My Resort」収録
- 2017年6月21日、VA「Groove Island 」リリース  「Orange's Star」収録
- 2017年7月19日、VA「HONEY meets ISLAND CAFE -Sea Of Love 2」リリース  「波打ち際のメロディ」収録

### ミュージックビデオ
| 年   | 公開日  | 曲名               | 制作／監督              |
| ---- | ------- | ------------------ | ----------------------- |
| 2013 | 6月6日  | ナチュラル         | Naoya Hayasaka(SELFISH) |
| 2014 | 4月25日 | 悲しみを吹っ飛ばせ | SWIM INC.               |
| 2016 | 3月16日 | Orange's Star      | SWIM INC.               |
| 2016 | 9月27日 | Can't wait summer  | SWIM INC.               |
| 2017 | 6月23日 | パズル             | Healthy                 |